# Expedice Borneo
Expedice Borneo (v anglickém originále Expedition Borneo) je britský dokumentární cyklus z roku 2006. Jde o první expediční sérii společnosti BBC Natural History Unit. Skupina vědců se v tomto dokumentu vydává na indonéský ostrov Borneo, aby zahlédli zdejší přírodu a sledovali různé druhy zvířat a rostlin. Premiéra byla v červenci 2006 na BBC One.